# Мурыгинское городское поселение
Мурыгинское городское поселение — городское поселение в Юрьянском районе Кировской области.
Административный центр — пгт Мурыгино.

## Население
| 2009  | 2010  | 2011  | 2012  | 2013  | 2014  | 2015  |
| ----- | ----- | ----- | ----- | ----- | ----- | ----- |
| 8260  | ↘7665 | ↗7671 | ↘7630 | ↘7534 | ↘7471 | ↘7449 |
| 2016  | 2017  | 2018  | 2019  | 2020  | 2021  |       |
| ↘7437 | ↘7373 | ↘7241 | ↘7122 | ↘7005 | ↘6279 |       |

## Состав городского поселения
В состав городского поселения входит один населённый пункт — пгт Мурыгино.

## Местное самоуправление
Дума поселения
Избирается в составе 12 человек сроком на 5 лет.
Глава администрации
- с 14 декабря 2011 года — Смышляев Владимир Федорович[14][15][16].
- с 12 мая 2022 года — Светлана Евгеньевна Чернова.